# Intelligente Schlauchkupplung
Eine intelligente Schlauchkupplung dient neben der Herstellung einer Verbindung zwischen Schläuchen und fest installierten Anschlussarmaturen in einer Prozessanlage auch der Erfassung von wesentlichen Informationen über diese Kupplungspaarung, die an eine Prozesssteuerung weitergeleitet und dort ausgewertet werden.

## Technischer Aufbau

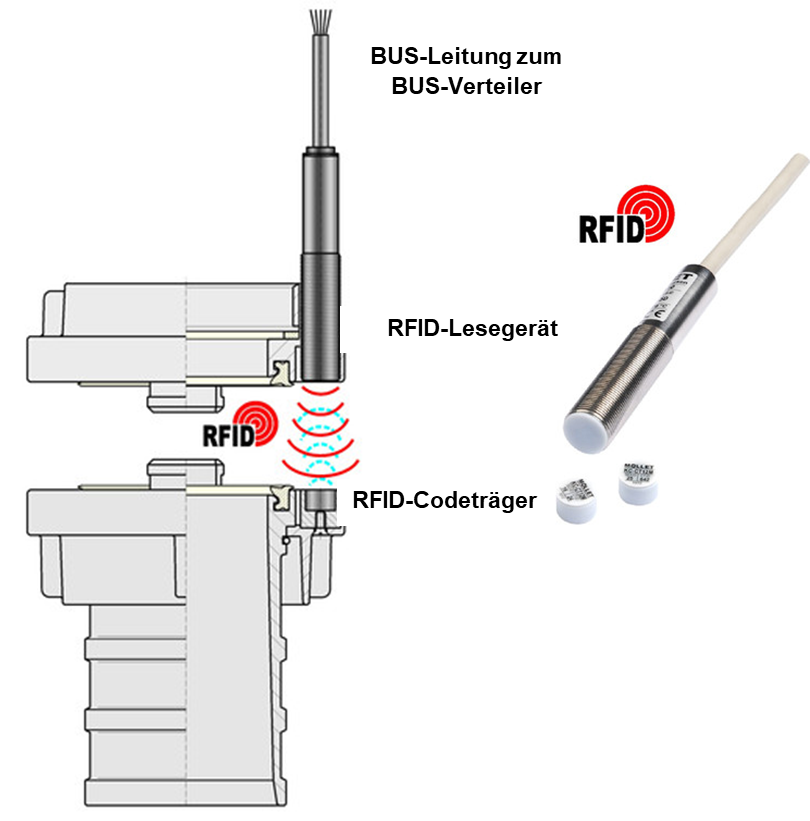
Intelligente Schlauchkupplung MOLOScode

Eine intelligente Schlauchkupplung besteht beispielsweise aus einer handelsüblichen Storz-Kupplung oder KAMLOK-Kupplung, die mit RFID-Technologie ausgestattet wurde. Dazu gehören ein RFID-Lesegerät, das mit der Anschlussarmatur mechanisch verbunden wird, sowie ein Codeträger, der an dem am Schlauch befindlichen Kupplungsgegenstück angebracht wird. Über eine BUS-Leitung wird das Lesegerät mit einem BUS-Verteiler verbunden, der die gesammelten Informationen aller angeschlossenen Lesegeräte dann über einen RS485-BUS an die Prozesssteuerung weiterleitet. Bei Bedarf kann dieser RS485-BUS über einen Converter auch in ein anderes BUS-Protokoll übersetzt werden.

## Funktionsweise
Der an der Schlauchkupplung befindliche Codeträger wird codiert und gibt somit jedem Schlauch einen eigenen Namen. Sobald der Schlauch an die fest installierte Anschlussarmatur angeschlossen wird, liest das Lesegerät diesen Code aus und leitet diesen über das entsprechende BUS-System an die Prozesssteuerung weiter. Diese überprüft dann, ob der richtige Schlauch angeschlossen wurde.

## Einsatzbereich und Möglichkeiten
Mit intelligenten Schlauchkupplungen ist das Prozessleitsystem in den unterschiedlichsten Industrien permanent über jede aktuelle Schlauchverbindung informiert. Somit kann der Produktfluss mit dem Prozessleitsystem überwacht werden, indem zum Beispiel ein Ventil erst dann geöffnet wird, wenn der richtige Schlauch angeschlossen wurde. Die innerbetriebliche Produktverteilung wird online in der Prozesswarte abgebildet und kann lückenlos dokumentiert werden. Da eine Verwechslung durch menschliches Versagen ausgeschlossen ist, wird die Produktsicherheit erhöht und das Unfallrisiko reduziert. Auch bei ineinander verschlungenen Schläuchen behält man ganz einfach die Übersicht. Die Überwachung der Kontamination von Schläuchen oder von Schlauch-Wartungsterminen erfolgt ebenfalls ganz bequem über das Prozessleitsystem.